# Glycaspis lacustris
Glycaspis lacustris är en insektsart som beskrevs av Moore 1970. Glycaspis lacustris ingår i släktet Glycaspis och familjen rundbladloppor. Inga underarter finns listade i Catalogue of Life.